# Armas Taipale
Armas Rudolf Taipale (Helsinki, 27 juli 1890 – Turku, 9 november 1976) was een Finse atleet, die gespecialiseerd was in het discuswerpen. Hij nam driemaal deel aan de Olympische Spelen en won hierbij drie medailles.

## Loopbaan
De grootste prestatie van zijn atletiekcarrière leverde Taipale in 1912. Toen won hij een gouden medaille bij het discuswerpen op de Olympische Spelen van Stockholm. Ook won hij op deze Spelen een gouden medaille bij het tweehandig werpen. Hierbij werd het gegooide aantal meters met de rechterarm opgeteld bij de afstand met de linkerarm. Dit was tevens het laatste jaar dat dit onderdeel op het olympische programma stond. In 1914 schreef hij het onderdeel discuswerpen en kogelstoten op zijn naam bij de open Britse kampioenschappen in Londen.
Op de Olympische Spelen van 1920 in Antwerpen moest Armas Taipale genoegen nemen met het zilver bij het discuswerpen. Zijn landgenoot Elmer Niklander won de wedstrijd door met 44,685 m een kleine halve meter verder te werpen.
Van beroep was Taipale zakenman en 'varatuomari' (dat is een Finse titel voor een rechtsgeleerde die is benoemd tot reserverechter). Hij verhuisde in 1923 naar de Verenigde Staten.

## Titels
- Olympisch kampioen discuswerpen - 1912
- Olympisch kampioen discuswerpen (tweehandig) - 1912

## Palmares

### discuswerpen
- 1912:  OS - 45,21 m
- 1920:  OS - 44,19 m

### discuswerpen (tweehandig)
- 1912:  OS - 82,86 m

1896: Bob Garrett ·
1900: Rudolf Bauer ·
1904: Martin Sheridan ·
1906: Martin Sheridan ·
1908: Martin Sheridan ·
1912: Armas Taipale ·
1920: Elmer Niklander ·
1924: Bud Houser ·
1928: Bud Houser ·
1932: John Anderson ·
1936: Ken Carpenter ·
1948: Adolfo Consolini ·
1952: Sim Iness ·
1956: Al Oerter ·
1960: Al Oerter ·
1964: Al Oerter ·
1968: Al Oerter ·
1972: Ludvík Daněk ·
1976: Mac Wilkins ·
1980: Viktor Rasjtsjoepkin ·
1984: Rolf Danneberg ·
1988: Jürgen Schult ·
1992: Romas Ubartas ·
1996: Lars Riedel ·
2000: Virgilijus Alekna ·
2004: Virgilijus Alekna ·
2008: Gerd Kanter ·
2012: Robert Harting ·
2016: Christoph Harting ·
2020: Daniel Ståhl ·
2024: Rojé Stona